# Intercreatividad
Ideal o concepción de futuro propuesto por Tim Berners-Lee en su libro Tejiendo la Red:El inventor del World Wide Web nos descubre su origen, en el año 1999 en su versión en inglés y 2000 en su versión en castellano. Diferentes autores, en múltiples perspectivas teóricas han intentado construir sentido sobre este ideal, sin embargo, al carecer (a la fecha) de un constructo teórico que lo soporte, su planteamiento es vago y se apega de concepciones paralelas tales como la inteligencia colectiva de Pierre Lévy, las multitudes inteligentes de Howard Rheingold, la creación colectiva de David Casacuberta, influencia educativa distribuida de César Coll y otros; entre muchos otros conceptos teóricos ya construidos.
Su relación es asociada con la Web Participativa o Social ya que de acuerdo con lo expresado por Berners-Lee: "La intercreatividad es el proceso de hacer las cosas o resolver problemas juntos. Si la interactividad no es sólo sentarse pasivamente delante de una pantalla, entonces la intercreatividad no es solo sentarse frente a algo interactivo"(p.156) Se entiende entonces que esta idea está construida por las palabras interactividad y creatividad, las cuales se relacionan con el fenómeno evolutivo de Internet.

## Descripción
Va más allá de encontrar una información en la web, se trata de intercambiarla entre personas y dar lugar entre todos a la creación de nuevos productos que sean más completos y satisfagan mejor las necesidades del colectivo. No sólo se transfieren datos, sino que se hace un proceso social de intercambio creativo y por tanto una construcción colectiva del saber. Desde una perspectiva tecno-social, se trata de un potencial de uso de las tecnologías en red muy bueno, se construye un ciberespacio para compartir el conocimiento entre personas a través de networks de cooperación recíproca. 
Con esto, se pretende que uno pueda buscar cualquier concepto o documento en la red a la vez que también sea capaz de crearlo él mismo fácilmente. Promueve la idea de que los saberes conectados engendran un conocimiento creativo de naturaleza superior. Se va más allá de la creatividad como proceso individual y personal. 
No debe confundirse en ningún caso con la palabra interactividad, la cual también fue uno de los ideales a perseguir en la instauración de la World Wide Web (creada por Tim Berners-Lee). La interactividad persigue relacionar a los humanos con las máquinas que usan. El método por el cual los usuarios se comunican con ellas. En una entrevista a Berners-Lee él comentó que primero se trabajó sobre el concepto de interactividad, pero que después él empezó a usar el término intercreatividad y a centrarse en él. Con el uso de esta palabra él quería transmitir su idea de construir cosas entre todos, más allá de rellenar un formulario y enviarlo. Definió el término como construir cosas juntos y ser creativos juntos. 
Respecto a esto Castells, (2001: 23)  señala que "La creación y desarrollo de Internet muestra la capacidad de las personas para trascender las reglas institucionales, superar las barreras burocráticas y subvertir los valores establecidos en el proceso de creación de un nuevo mundo". Este planteamiento de creación colectiva reafirma la concepción de que la cooperación y la libertad de información pueden beneficiar la innovación más que la competencia y los derechos de propiedad. Así la intercreatividad, la solidaridad y el bien común son consideradas banderas en el proceso de creación de la red.